# Megachile adelphodonta
Megachile adelphodonta là một loài Hymenoptera trong họ Megachilidae. Loài này được Cockerell mô tả khoa học năm 1924.